# Haematostemon
Haematostemon é um género botânico pertencente à família Euphorbiaceae.

## Espécies
- Haematostemon coriaceus
- Haematostemon guianensis

## Nome e referências
Haematostemon (Müll.Arg.) Pax & K.Hoffm.